# かわぐちかいじ
かわぐち かいじ（本名：川口 開治、1948年7月27日 - ）は、日本の漫画家。
広島県御調郡向東町（現在の尾道市の一部）生まれ。広島県立尾道北高校、明治大学文学部日本文学科卒業。東京都小金井市在住。血液型AB型。
1968年に『ヤングコミック』（少年画報社）にて掲載された「夜が明けたら」でデビューした。
代表作に『沈黙の艦隊』、『ジパング』、『太陽の黙示録』、『空母いぶき』など。
1990年代以降、壮大な舞台で男達が活躍する大河ストーリーを得意としている。
マンガジャパン会員となっている。

## 来歴
父親は戦時中に掃海艇の乗組員をつとめ、戦後は小型タンカーの船長となっていた。子供時代のかわぐちは、瀬戸内海を航行する父親の船によく乗せてもらっていた。一卵性双生児の弟と幼少時からプラモデル造りに熱中。戦闘機、軍艦、戦車などの実物の性能を詳しく調べていくうち、兄弟2人だけのオタク的な世界を形成していく。同級生の友達が入ってきても、兄弟のあまりのマニアぶりについていけず、一緒に遊ぶことは出来なかったという。他に誰も入れない兄弟2人だけの世界は、この後東京に行ってからも続く。
子供のころ、よく木を削って潜水艦を作って遊んでいた。水面から位相を移動して海中に潜るという感覚がおもしろかったという。また小学生のころ、小澤さとるの潜水艦漫画『サブマリン707』に夢中になり、その作品に出てきたアスロックという自動追尾魚雷を、自分でも描いてみたいと思っていた。のちの『沈黙の艦隊』では、そうした潜水艦の、描きたかった絵を描けたという。
中学時代に見た黒澤明監督の映画『用心棒』に大きなショックを受け、兄弟2人でシナリオを擦り切れる程読む。脚本家志望だったが、貸本屋で永島慎二の漫画『漫画家残酷物語』に影響を受け漫画を描き始める。明治大学に入学し上京。明治大学漫画研究会に入り、初めて見る欧米の漫画に驚嘆したという。当時活発だった学生運動に背を向け、在学中の1968年、21歳の時に「夜が明けたら」（『ヤングコミック』掲載）で漫画家デビュー。
デビュー後、実家の家業を兄弟どちらかが継がなければならないことになったが、弟はミュージシャンの道を諦めてかいじに漫画家を続けさせた。
その後は漫画原作者とタッグを組んで作品を描くものの、10年ほど鳴かず飛ばずが続き、気付くとスタッフがたった1人になっていた。しかし麻雀を題材にした漫画を描き始めると次第に売れるようになり、『近代麻雀オリジナル』（竹書房）で1980年代前半に連載した『プロ マージャン界の光と影』では、得意の「リアルな世界観で価値観がぶつかり合う」ストーリーを見せる。これによりほぼ同時に連載されていた片山まさゆきの漫画『スーパーヅガン』と共に、麻雀漫画の世界に、多彩な表現方法を持ち込む原動力となった。その後、初の時代劇作品『意気に感ず』で画風を変更（キャラクターの目を大きくする）し、これをきっかけに人気が出始めて人気作家となる。
1980年代中ごろ以降は、『モーニング』（講談社）や『ビッグコミック』（小学館）等で人気作・話題作を多数生み出し、現在に至る。

## 人物
- プロ野球は広島東洋カープファン。
- 当時の明大漫研には、ほんまりう（1学年下）、いしかわじゅん（2学年下）らがいた。
- 家族は、大学の同級生で漫研のメンバーでもあった1歳上の妻と、2男1女。長男（第1子）はシテ方観世流能楽師の川口晃平、長女（第3子）はイラストレーター・漫画家のカワグチニラコ[4]。プロデビュー後から現在に至るまでの私生活については、娘のニラコがヤンチャンWebで連載中の「かいじくんちのニラコさん」に詳しい。
- 急行列車で新宿駅 - 富士急行線・河口湖駅を結ぶ「かわぐち号」と新宿駅 - 甲府駅を結ぶ「かいじ号」が新宿駅 - 大月駅間で併結運転されていたため、時刻表では「かわぐち かいじ」と表記されていた。これをペンネームの由来とする説があるが、「かわぐちかいじ」は本名であり、偶然の一致にすぎない。なお、「かわぐち号」「かいじ号」とも運行開始は、かわぐちかいじが漫画家デビューする以前の1961年と1962年である。ただし、時刻表上で「かわぐち かいじ」表記になったのは両列車が1往復に減って号数がなくなった1982年11月から(その後臨時列車に格下げ→廃止の1986年11月まで)であり、それまでは号数つきで「かわぐち×号 かいじ×号」表記だった。
- 一卵性双生児である弟の川口協治（かわぐちきょうじ）も、後に家業（有限会社川口石油の社長）を継ぎつつ漫画家として活動しており、地元・尾道のミニコミ誌などを中心に連載を続けていたほか[5]、尾道市文化協会会長なども歴任したが、2013年に死去している[6]。2004年に弟が著書「小林和作伝 花を見るかな」[7]を出版した際にはかいじが監修を務めたほか、2011年10月に尾道市立美術館でかいじの原画の展覧会が開かれた際は兄弟揃ってのトークショーなども行われた[8]。
- 2011年より尾道市で行われている「尾道マンガ大賞」では、最終審査の審査員を務めている[9][10]。
- ネーム作業及び作画中には煙草が欠かせないと語る愛煙家であったが、2019年に食道ガンになり完治後は健康に気をつかい喫煙をやめている[11]。

## 受賞歴
- 1987年 第11回講談社漫画賞 - 『アクター』
- 1990年 第14回講談社漫画賞 - 『沈黙の艦隊』
- 2002年 第26回講談社漫画賞 - 『ジパング』
- 2005年 第51回小学館漫画賞 - 『太陽の黙示録』
- 2006年 第10回文化庁メディア芸術祭マンガ部門大賞 - 『太陽の黙示録』
- 2017年 第62回小学館漫画賞 - 『空母いぶき』
- 2019年 小林和作賞[12]

## 作品リスト

### 連載中の作品
- 空母いぶき GREAT GAME（原案協力：惠谷治、小学館、『ビッグコミック』、2019年 - ）

#### 休載中の作品
- 理尽の不思議な野球（原作：四角丸、日本文芸社、『週刊漫画ゴラク』、2012年 - 再開未定）

### 完結作品
- 風狂えれじい（少年画報社、『ヤングコミック』、1971年）
- けんか葉隠（原作：宮田雪、少年画報社、『ヤングコミック』、1971年 - 1972年）
- テロルの箱船（原作：宮田雪、少年画報社、『ヤングコミック』、1972年）
- 死風街（芸文社、『コミックVan』、1972年）
- 血染めの紋章（芳文社、『週刊漫画TIMES』、1972年）
- 黒い太陽（少年画報社、『ヤングコミック』、1972年 - 1974年）
- 唐獅子警察（原作：滝沢解、芳文社、『週刊漫画TIMES』、1973年）
- 軍靴の響き（原作：半村良、少年画報社、『ヤングコミック』、1975年）
- テロルの系譜（日本文華社（現・ぶんか社）、『週刊ジャンボ』、1975年）
- 銀狼に孤独をみた（原作：笹沢左保、脚色：久保田千太郎、原題：潮来の伊太郎、1975年 - 1976年）
- 黒旗水滸伝 大正地獄編（原作：竹中労、現代評論社、『現代の眼』、1975年 - 1980年）
- 0の壁（双葉社、『コミックギャング』、1976年 - 1977年）
- やさぐれ刑事（原作：藤本義一、芳文社、『コミックmagazine』、1976年）
- 牙拳（原作：東史朗、芳文社、『週刊漫画TIMES』、1976年 - 1978年）
- 度胸雲（原作：吉田悠二郎、芳文社、『週刊漫画TIMES』、1978年 - 1979年）
- 猛者連ブギ（原作：滝沢解、ベストセラーズK.K、『エロトピア』、1978年 - 1980年）
- 私設探偵 赤い牙（原作：勝目梓、原題「夜の牙」、芳文社、『週刊漫画TIMES』、1979年 - 1980年）
- 赤い野獣（原作：勝目梓、原題「闇に光る肌」、芳文社、『週刊漫画TIMES』、1981年）
- 探偵ハンマー（日本文芸社、『週刊漫画ゴラク』、1981年 - 1983年）
- プロ マージャン界の光と影（竹書房、『近代麻雀オリジナル』、1981年 - 1984年）
- 悪人喰い（芳文社、『週刊漫画TIMES』、1981年 - 1982年）
- 悪党商会（ベストセラーズK.K、『エロトピア』、1982年）
- 夜の密猟者（ベストセラーズK.K、『エロトピア』、1982年）
- 蛮族警察（原作：セルジオ関、少年画報社、『ヤングコミック』、1982年）
- 蒼き狼たち（原作：吉田幸彦、双葉社、『Aクラス麻雀』、1982年 - 1985年）
- 襲名せず（原作：関川夏央、リイド社、『リイドコミック』、1983年）
- 意気に感ず（原作：吉田悠二郎、講談社、『モーニング』、1983年）
- ハード&ルーズ（原作：狩撫麻礼、双葉社、『別冊漫画アクション』、『アクション・キャラクター』、1983年 - 1987年）
- 極道疾風伝 バクダン（竹書房、ごめんなすって、1984年）
- 探偵物語カブ（原作：林律雄、徳間書店、『コミックバンバン』、1984年 - 1985年）
- はっぽうやぶれ（竹書房、『近代麻雀オリジナル』、1984年 - 1987年）
- アクター（講談社、『モーニング』、1984年 - 1988年）
- ライオン（徳間書店、『コミックバンバン』、1985年 - 1987年）
- 第二演出部ディレクター ザ・ガマ（小学館、『ビッグコミック』、1987年 - 1989年）
- 愛物語（徳間書店、『コミックバンバン』、1987年 - 1989年）- 1991年にオリジナルビデオ化、1992年にOVA化。
- 獣のように（双葉社、『週刊漫画アクション』、1988年 - 1990年）- 1990年・1992年にオリジナルビデオ化（3作品）。
- 沈黙の艦隊（講談社、『モーニング』、1988年 - 1996年）- 1995年・1997年・1998年にOVA化（3作品）。
- メドゥーサ Medusa（小学館、『ビッグコミック』、1990年 - 1994年）
- YELLOW（原作：宮崎信二、小学館、『ビッグコミック』、1995年 - 1997年）
- COCORO〈心〉（講談社、『モーニング』、1996年 - 1997年）
- アララギ特急（講談社、『モーニング』、1997年 - 1998年）
- 告白 CONFESSION（原作：福本伸行、講談社、『ヤングマガジンアッパーズ』、1997年 - 1998年）
- Eagle[イーグル]（小学館、『ビッグコミック』、1998年 - 2001年）
- 瑠璃の波風 沈黙の艦隊〜海江田四郎青春譜（講談社、『モーニング』、1998年 - 1999年）- 「沈黙の艦隊」のスピンオフ作品。
- 生存 LifE（原作：福本伸行、講談社、『ヤングマガジンアッパーズ』、1999年 - 2000年）- 2002年にテレビドラマ化（全4話）。
- バッテリー（小学館、『週刊ヤングサンデー』、1999年 - 2002年）
- ジパング（講談社、『モーニング』、2000年 - 2009年）- 2004年から2005年にテレビアニメ化（全26話）。
- 太陽の黙示録（小学館、『ビッグコミック』、2002年 - 2010年）- 2006年にテレビアニメ化（前後編）。
- 僕はビートルズ（原作：藤井哲夫、講談社、『モーニング』、2010年 - 2012年）
- 兵馬の旗（協力：恵谷治、小学館、『ビッグコミック』、2011年 - 2014年）
- 役者侍 美粧之介（講談社、『MiChao!』、2008年）- 既出第1話のみ。第2話の予定もあったが未発表[13]。『MiChao!』の配信終了により未完。
- 俺しかいない〜黒い波を乗り越えて〜（小学館、『ビッグコミック』、2012年）- 読切作品。単行本『3.11を忘れないために ヒーローズ・カムバック』に収録。
- ジパング 深蒼海流（講談社、『モーニング』、2012年 - 2017年）
- 空母いぶき（原案協力：惠谷治、小学館、『ビッグコミック』、2014年 - 2019年）
- サガラ 〜Sの同素体〜（原作：真刈信二、講談社、『モーニング』、2018年 - 2021年）

### 短編集
- かわぐちかいじ 珠玉名作集（双葉社、1998年）ISBN 4-575-28810-1
- 水すまし源五郎　海洋ピカレスクコミック　かわぐちかいじ初期作品傑作集（さくら出版、2000年）ISBN 4-7977-0005-X
- 黒い太陽 かわぐちかいじ初期作品集（ソフトマジック、2001年）ISBN 4-921181-19-5
- '86-'02かわぐちかいじ全短編（講談社、2003年）ISBN 4-06-334695-1
- TOKYO X DAY[14]（東京都、2015年） - 東京都が都内全戸に配布した防災ガイドブック『東京防災』の巻末に掲載された。

### 読み切り
- 剣と六分儀（講談社、『モーニング』2022年50号）

### 漫画以外の書籍
- 沈黙の団塊へ（ワニブックス、2001年1月）ISBN 4-8470-1366-2
- 叫べ!「沈黙の国家」日本（共著：恵谷治、ビジネス社、2002年）ISBN 4-8284-0972-6 - 対談集
- 小林和作伝 花を見るかな（かわぐちきょうじ著、ガリバープロダクツ、2004年）- 監修[15]
- 回想 沈黙の団塊世代へ（筑摩書房、2005年）ISBN 4-480-42148-3
- ジパング画集 KAI（講談社、2010年）ISBN 4-06-364820-6 - 画集

## その他の活動
- 小学館漫画賞・選考委員 - 第54回（2008年）から第62回（2016年）まで

## 関連書籍
- 別冊宝島1769 僕たちの好きなかわぐちかいじ（宝島社、2010年）ISBN 978-4-7966-7609-0

## アシスタント
- 髙橋ツトム